# Kościół śś. Piotra i Pawła w Tanvaldzie
Kościół śś. Piotra i Pawła (cz. Kostel sv. Petra a Pavla) – rzymskokatolicka świątynia parafialna w czeskim mieście Tanvald.

## Historia
Kamień węgielny pod budowę kościoła wmurowano 8 marca 1787. 28 września 1789 odbyła się konsekracja. Powstała świątynia w stylu rokokowym. Kościół stał się filią parafii w Smržovce, osobną parafię powołano w 1835. W 1889 rozpoczęto przebudowę kościoła, dzięki czemu ten zyskał neorenesansowy wygląd. Wzniesiono sygnaturkę, nową wieżę, wymieniono dach oraz wyposażenie świątyni. Po przebudowie kościół ponownie konsekrowano 22 czerwca 1890. W 1913 roku pod murami obiektu postawiono pomnik Theodora Körnera. 1 lipca 1920 roku, po objęciu parafii przez ks. Karela Láskę, przeprowadzono renowację wnętrza. Odmalowano ołtarze boczne oraz freski na sklepieniu, wykonano nową drogę krzyżową, a budynek zelektryfikowano. W 1966 na wieży zawieszono ważący tonę dzwon, odlany w 1406. W 1973 zainstalowano nowy, kamienny ołtarz.